# Metrodorea
Genre
Classification phylogénétique
Metrodorea est un genre de plantes à fleurs de la famille des Rutaceae, comprenant six espèces toutes endémiques d'Amérique du Sud, dont Metrodorea nigra, l'espèce type.

## Liste des espèces
Selon GBIF (18 juin 2021) et Plants of the World online (POWO) (18 juin 2021) :
- Metrodorea concinna Pirani & P.Dias
- Metrodorea flavida K.Krause
- Metrodorea maracasana Kaastra
- Metrodorea mollis Taub.
- Metrodorea nigra A.St.-Hil.
- Metrodorea stipularis Mart.

## Systématique
Le nom scientifique de ce taxon est Metrodorea, choisi en 1825 par le botaniste et explorateur français Auguste de Saint-Hilaire, pour l'espèce type Metrodorea nigra.